# استوی (ولایت نیمروز)
استوی (به لاتین: Istoway) یک منطقهٔ مسکونی در افغانستان است که در ولایت نیمروز واقع شده‌است.